# Worms World Party
Worms World Party – czwarta gra z serii Worms. Nowością w niej jest „Robaczy Tygiel” – odpowiednik jednorękiego bandyty zmieniający zasady rozgrywki. Pojawiły się dwa nowe tryby rozgrywki wieloosobowej (uruchamiane w „Robaczym Tyglu”): tryb broni gracza (gra się jedynie kupionymi w menu tworzenia drużyny broniami) oraz tryb fortów (gracze rozgrywają rundy każdy na wybranym przez siebie forcie). Dostępnych jest 45 misji w kampanii dla jednego gracza oraz ok. 20 misji dla dwóch graczy (kolejna nowość). W grze zaimplementowano „Wormpedię”, encyklopedię wyjaśniającą zasady używania broni, narzędzi i dodatków. Sposób grania nie różni się zbytnio od tego z Worms Armageddon.
Jest w niej bardzo różnorodny arsenał. Jednymi z broni są granat, bazooka i strzelba, ale są i tzw. Superbronie, np.: betonowy osioł, super bomba bananowa i Armageddon.

## Rozgrywka

### Dla jednego gracza
- kilkadziesiąt misji, np. zdobycie skrzynki, pokonanie przeciwników
- deathmatch polegający na walkach z coraz większą liczbą wrogów, którzy wraz z kolejną walką mają więcej punktów życia
- misje treningowe m.in. strzelanie do celów za pomocą różnego typu uzbrojenia np. z bazooki lub ćwiczenia w szybkim przemieszczaniu robaków

## Zremasterowana wersja
16 lipca 2015 roku firma Team17 wydała grę Worms World Party Remastered. Jest to odświeżona wersja Worms World Party. Dodano obsługę wysokich rozdzielczości, kontrolera, osiągnięć i rankingów oraz zmieniono efekty dźwiękowe (w ustawieniach gry można jednak zmienić efekty dźwiękowe na stare). Gra jednak nie spotkała się z pozytywnymi opiniami wśród graczy, ponieważ menu gry w dalszym ciągu było w rozdzielczości 640x480 i uznawali, że to nie jest zremasterowana wersja, tylko łatka na nowe systemy Windows. Na dodatek gra nie osiągała 60 klatek na sekundę oraz rozgrywka przez sieć była praktycznie niemożliwa, tak samo jak w pierwowzorze. Granie przez internet na WormNecie wymagało wręcz idealnej konfiguracji sieciowej. W listopadzie 2015 roku twórcy gry wprowadzili aktualizację, która dodała menu gry w wyższych rozdzielczościach i 60 klatek na sekundę. Jednak dręczących grę również w pierwowzorze problemów z rozgrywką sieciową nadal nie naprawiono.